# Il signore del castello
Il signore del castello (Je suis le seigneur du château) è un film del 1989 diretto da Régis Wargnier.